# Distretto di Cholón
Il distretto di Cholón è uno dei tre distretti della provincia di Marañón, in Perù. Si trova nella regione di Huánuco e si estende su una superficie di 4010,33  chilometri quadrati.